# Massimo Troisi
Massimo Troisi (San Giorgio a Cremano, 19 februari 1953 - Ostia, 4 juni 1994) was een Italiaans acteur, regisseur en scenarioschrijver. Hij werd in 1996 genomineerd voor twee Oscars, waarvan een voor zijn hoofdrol in de biografische tragikomedie Il postino en de ander voor het (mede) schrijven daarvan. Troisi werd hiervoor ook genomineerd voor de BAFTA Awards in dezelfde twee categorieën. Elf prijzen kreeg hij daadwerkelijk toegekend, waaronder de David di Donatello Award voor beste acteur voor Ricomincio da tre (1981) en de prijs voor beste acteur op het Filmfestival van Venetië voor Che ora è? (1989).
Troisi zette in 1972 zijn eerste stappen in de amusementswereld als lid van een trio kleinkunstenaars dat zichzelf I Saraceni noemde, naar de Saracenen. Dat leidde in 1978 en 1979 tot de televisieprogramma's Non Stop, La sberla en Luna Park, waarin de drie prominente rollen speelden. Troisi creëerde daarna een plekje voor zichzelf in de filmwereld door in 1981 de komedie Ricomincio da tre te schrijven, regisseren en er zelf een hoofdrol in te spelen. Hiervoor won hij in eigen land zes verschillende prijzen, zowel voor zijn spel, zijn regie als zijn scenario. Met alle drie de ambachten ging hij daarna door.

## Hartkwaal
Troisi had een aangeboren hartafwijking die hem deed instorten tijdens de opnames van Il postino, zijn dertiende en laatste film. Zijn artsen vertelden hem dat hij in levensgevaar verkeerde en zo spoedig mogelijk een harttransplantatie diende te ondergaan. Troisi wilde de film afmaken en daarna meteen naar Londen vliegen voor een operatie. Door zijn toestand kon hij op dat moment nog maximaal één uur per dag werken. Engeland haalde hij niet meer. Eén dag na de laatste opnames van Il postino stierf Troisi aan de gevolgen van een hartinfarct.

## Filmrollen
- Il postino (1994, tevens scenarioschrijver)
- Pensavo fosse amore invece era un calesse (1991, tevens regisseur en scenarioschrijver)
- Il viaggio di Capitan Fracassa (1990)
- Che ora è? (1989)
- Splendor (1989)
- Le vie del Signore sono finite (1987, tevens regisseur en scenarioschrijver)
- Hotel Colonial (1987)
- Non ci resta che piangere (1984, tevens regisseur en scenarioschrijver)
- F.F.S.S." cioè: "...che mi hai portato a fare sopra a Posillipo se non mi vuoi più bene? (1983)
- Scusate il ritardo (1983, tevens regisseur en scenarioschrijver)
- No grazie, il caffè mi rende nervoso (1982, tevens scenarioschrijver)
- Morto Troisi, viva Troisi! (1982, televisiefilm, tevens regisseur en scenarioschrijver)
- Ricomincio da tre (1981, tevens regisseur en scenarioschrijver)

- Biblioteca Nacional de España: XX1306188
- Bibliothèque nationale de France: cb139696664 (data)
- Gemeinsame Normdatei: 119487454
- International Standard Name Identifier: 0000 0001 2128 3749
- Library of Congress Control Number: n94115101
- MusicBrainz: 05395c93-9271-4d34-872f-dba86bcae176
- Nationale Bibliotheek van Tsjechië: xx0182055
- Nationale Bibliotheek van Israël: 987007422562505171
- Nederlandse Thesaurus van Auteursnamen: 345719611
- Istituto Centrale per il Catalogo Unico: CFIV043322
- SNAC: w6b70kvk
- Système universitaire de documentation: 059149175
- Trove: 1454275
- Virtual International Authority File: 37109268
- WorldCat: E39PBJhd8vhm4ty4FPbCYHH9jC